# Una cosa in mente - San Giuseppe Benedetto Cottolengo
Una cosa in mente - San Giuseppe Benedetto Cottolengo è un film per la televisione del 2004 scritto e diretto da Paolo Damosso.

## Trama
A Torino, mentre infuria un'epidemia di febbre tifoide, don Giuseppe Benedetto Cottolengo (1786-1842), rimasto contagiato, si reca a Chieri dal fratello Luigi, anche lui prete, per trascorrere gli ultimi giorni di vita ricordando gli eventi salienti della propria esistenza, a partire dall'ispirazione che lo portò a fondare la Piccola casa della Divina Provvidenza.